# 人形劇団クラルテ
人形劇団クラルテ（にんぎょうげきだんクラルテ）は日本の人形劇団。大阪市住之江区を拠点とする。日本において長い伝統をもつ現代人形劇団の一つ。住之江にあるアトリエでの定期公演や学校や園での公演、中規模ホールでの上演を行う。
現在、人形劇団クラルテは法人名「有限会社　人形劇団クラルテ」「一般社団法人　人形劇団クラルテ」の2法人で活動している。

## 加盟
日本児童・青少年演劇劇団協同組合
全国児童・青少年演劇協議会
NPO法人日本ウニマ(特定非営利活動法人 国際人形劇連盟日本センター)
一般社団法人全国専門人形劇団協議会(全人協)
大阪劇団協議会
上方人形劇人の会

## 沿革
1948年　大阪府寝屋川市香里園にて、発足。
1953年　解散、ここまで第一次クラルテとする。
1955年　再建。第二次クラルテとして、住之江区南加賀屋(現在の美術工房所在地)にて出発。
1958年　「黄色いこうの鳥」(演出＝川尻泰司、美術＝吉田清治)で、初めて大阪府・市文化祭奨励賞を受賞。
1973年　近松門左衛門作「女殺油地獄」を上演。以降、クラルテの近松シリーズとして継続して創作。
1982年　アトリエを竣工(現在の事務所所在地)。
1988年　創立40周年記念、国立文楽劇場にて「国性爺合戦」（通し狂言、脚色・演出＝吉田清治）を上演。
1995年　阪神・淡路大震災発生。岸和田のマドカホールで「ドリトル先生のサーカス」の団体鑑賞公演の日であった。その後、神戸地域を中心にボランティア公演を展開。
1998年　創立50周年記念「セロ弾きのゴーシュ」初演。オーケストラの生演奏、劇団員全員参加による上演。
2003年　創立55周年記念公演「三文オペラ」初演、10月には国立文楽劇場にて上演。
2008年　創立60周年記念「火の鳥～黎明編～」初演。
2011年　東日本大震災発生。東北地方へボランティア公演、その他支援活動に参加。
2012年　アトリエ竣工30周年記念イベント・実験劇場を年間通して実施。
2013年　創立65周年記念事業「火の鳥～黎明編～」全国縦断公演を兵庫県西宮市からスタート。(2017年9月まで継続公演)
2018年　創立70周年記念事業「はてしない物語」公演を9月に神戸・大阪・吹田 3会場(全5公演)で実施。2019年～全国公演中。
2019年　近松人形芝居 其の16「女殺油地獄」を近鉄アート館 9/29～10/5(全10公演)で実施。令和元年度(第74回)文化庁芸術祭賞 演劇部門 大賞を受賞。
2020年　「銀河鉄道の夜」をHEP HALL 9/8～10(全6公演)で新型コロナウイルス感染予防の対策をして実施。　

## 受賞歴
| 1958年 | 「黄色いこうの鳥」                   | 大阪府・市芸術祭奨励賞                             |
| 1962年 | 「真冬に春がやってきた」             | 大阪府・市芸術祭奨励賞                             |
| 1971年 | 「さるとかに」                       | 大阪府民劇場奨励賞                                 |
| 1973年 | 「女殺油地獄」                       | 大阪文化祭奨励賞                                   |
| 1975年 | 「出世景清」                         | 大阪府民劇場奨励賞                                 |
| 1978年 | 「りんごがたべたいねずみくん」       | 厚生省中央児童福祉審議会推薦文化財                 |
| 1979年 | 「だぶだぶ仲間森へいく」             | 東京都児童演劇優秀賞                               |
| 〃     | 「どっちがどっち」                   | 東京都児童演劇優秀賞                               |
| 1981年 | 「ぐるんぱのようちえん」             | 厚生省中央児童福祉審議会推薦文化財                 |
| 1982年 | 「きつねライネケの裁判」             | 大阪新劇フェスティバル 作品賞                      |
| 1984年 | 「ツエねずみ」                       | 厚生省中央児童福祉審議会推薦文化財                 |
| 1985年 | 「おおかみと七ひきのこやぎ」         | 厚生省中央児童福祉審議会推薦文化財                 |
| 1986年 | 「瓜子姫とあまんじゃく」             | 国際ｴｽﾍﾟﾗﾝﾄ人形劇ﾌｪｽﾃｨﾊﾞﾙ特別審査員賞              |
| 〃     | 「ぞうくんのさんぽ」                 | 厚生省中央児童福祉審議会推薦文化財                 |
| 1987年 | 「トウモロコシはだれのもの」         | 厚生省中央児童福祉審議会推薦文化財                 |
| 1988年 | 「国性爺合戦」                       | 大阪文化祭正賞                                     |
| 1990年 | 「散るは櫻の花のみか」               | 大阪文化祭本賞                                     |
| 〃     | 「おどれタムタム」                   | 厚生省中央児童福祉審議会特別推薦文化財             |
| 1990年 | 「散るは櫻の花のみか」               | 大阪新劇フェスティバル 作品賞                      |
| 1993年 | 「こぶたはいつもはらぺこ」           | 厚生省中央児童福祉審議会推薦文化財                 |
| 〃     | 「三匹のこぶた」                     | 厚生省中央児童福祉審議会推薦文化財                 |
| 〃     | 「国性爺合戦」                       | 大阪新劇フェスティバル 作品賞                      |
| 1994年 | 「しずかなおはなし」                 | 厚生省中央児童福祉審議会特別推薦文化財             |
| 〃     | 「ソーニャと森の魔女」               | 厚生省中央児童福祉審議会推薦文化財                 |
| 1996年 | 「うさぎのおうち」                   | 厚生省中央児童福祉審議会推薦文化財                 |
| 〃     | 「ゴリラのパンやさん」               | 厚生省中央児童福祉審議会推薦文化財                 |
| 〃     | 「おばけのバーバパパ」               | 厚生省中央児童福祉審議会推薦文化財                 |
| 1997年 | 「ぶたのたね」                       | 厚生省中央児童福祉審議会推薦文化財                 |
| 〃     | 「たまごまごまご」                   | 厚生省中央児童福祉審議会推薦文化財                 |
| 1997年 | 「紅葉狩り剣のゆくゑ」               | 大阪新劇フェスティバル スタッフ賞(人形美術)        |
| 1998年 | 「セロ弾きのゴーシュ」               | 大阪新劇フェスティバル 作品賞                      |
| 1999年 | 「さかないっぴきなまのまま」         | 厚生省中央児童福祉審議会推薦文化財                 |
| 2000年 | 「カマキリと月」                     | 厚生省中央児童福祉審議会推薦文化財                 |
| 〃     | 「ずんぐりイモムシの夢」             | 厚生省中央児童福祉審議会推薦文化財                 |
| 〃     | 「森のちいくまちゃん」               | 厚生省中央児童福祉審議会推薦文化財                 |
| 〃     | 「わくわくドッキン！こぶたのりんご」 | 厚生省中央児童福祉審議会推薦文化財                 |
| 〃     | 「きかんしゃ1414」                   | 厚生省中央児童福祉審議会推薦文化財                 |
| 2004年 | 「小さな山神スズナ姫」               | 厚生労働省社会保障審議会推薦児童福祉文化財         |
|        |                                      | 厚生労働省社会保障審議会推薦                       |
| 〃     | 「ＴＥＮ・ＡＭＩ」                   | 大阪新劇フェスティバル 作品奨励賞                  |
| 2005年 | 「スーホの白い馬」                   | 厚生労働省社会保障審議会推薦児童福祉文化財         |
| 〃     | 「セチュアンの善人」                 | 大阪新劇フェスティバル スタッフ賞(人形美術)        |
| 2006年 | 「スーホの白い馬」                   | 厚生省中央児童福祉審議会特別推薦文化財             |
| 2007年 | 「ハムレット」                       | 厚生労働省社会保障審議会特別推薦                   |
|        |                                      | 厚生労働省社会保障審議会推薦児童福祉文化財         |
|        |                                      | 厚生労働省児童福祉文化賞推薦                       |
| 2008年 | 「火の鳥～黎明編～」                 | 大阪新劇フェスティバル スタッフ賞(脚色)            |
| 2012年 | 「火の鳥～黎明編～」                 | 厚生労働省社会保障審議会推薦児童福祉文化財         |
|        |                                      | 厚生労働省社会保障審議会推薦                       |
| 2014年 | 「おーいペンギンさーん」             | 厚生労働省社会保障審議会推薦児童福祉文化財         |
|        |                                      | 厚生労働省社会保障審議会特別推薦                   |
| 〃     | 「七つの人形の恋物語」               | 大阪新劇フェスティバル 作品賞                      |
| 2015年 | 「おきゃく、おことわり？」           | 厚生労働省社会保障審議会推薦児童福祉文化財         |
|        |                                      | 厚生労働省社会保障審議会推薦                       |
| 2018年 | 「はてしない物語」                   | 大阪文化祭奨励賞(平成30年度)                       |
|        |                                      | 大阪新劇フェスティバル 作品賞 スタッフ賞(舞台美術) |
|        |                                      | スタッフ賞(人形美術)                               |
| 2019年 | 「女殺油地獄」                       | 文化庁芸術祭賞 演劇部門 大賞(令和元年度)           |

## 人形劇団クラルテ　アトリエ

### 概要
人形劇団クラルテアトリエは大阪市住之江区南加賀屋3-1-7にある。事務所、稽古場を兼ねた建物。
アトリエのかいと称して年三回(子どもの日、クリスマス、正月）の公演を行っている。また、夏に開催される『人形げきフェスタinすみのえ』の会場のひとつとなっている。
| 人形劇団クラルテアトリエ | |
| 正式名称                 | 人形劇団クラルテアトリエ                                                                                 |
| 所在地                   | 〒559-0015 大阪市住之江区南加賀屋 3-1-7                                                                  |
| 竣工                     | 1982年                                                                                                   |
| アクセス                 | ・地下鉄四ツ橋線「住之江公園」駅下車。南 4 番出口から徒歩 7 分。・南海本線「住ノ江」駅下車。徒歩 15 分。 |

### アクセス
- 地下鉄四ツ橋線「住之江公園」駅下車。南 4 番出口から徒歩 7 分。
- 南海本線「住ノ江」駅下車。徒歩 15 分。